# Thaddaeus Hagecius

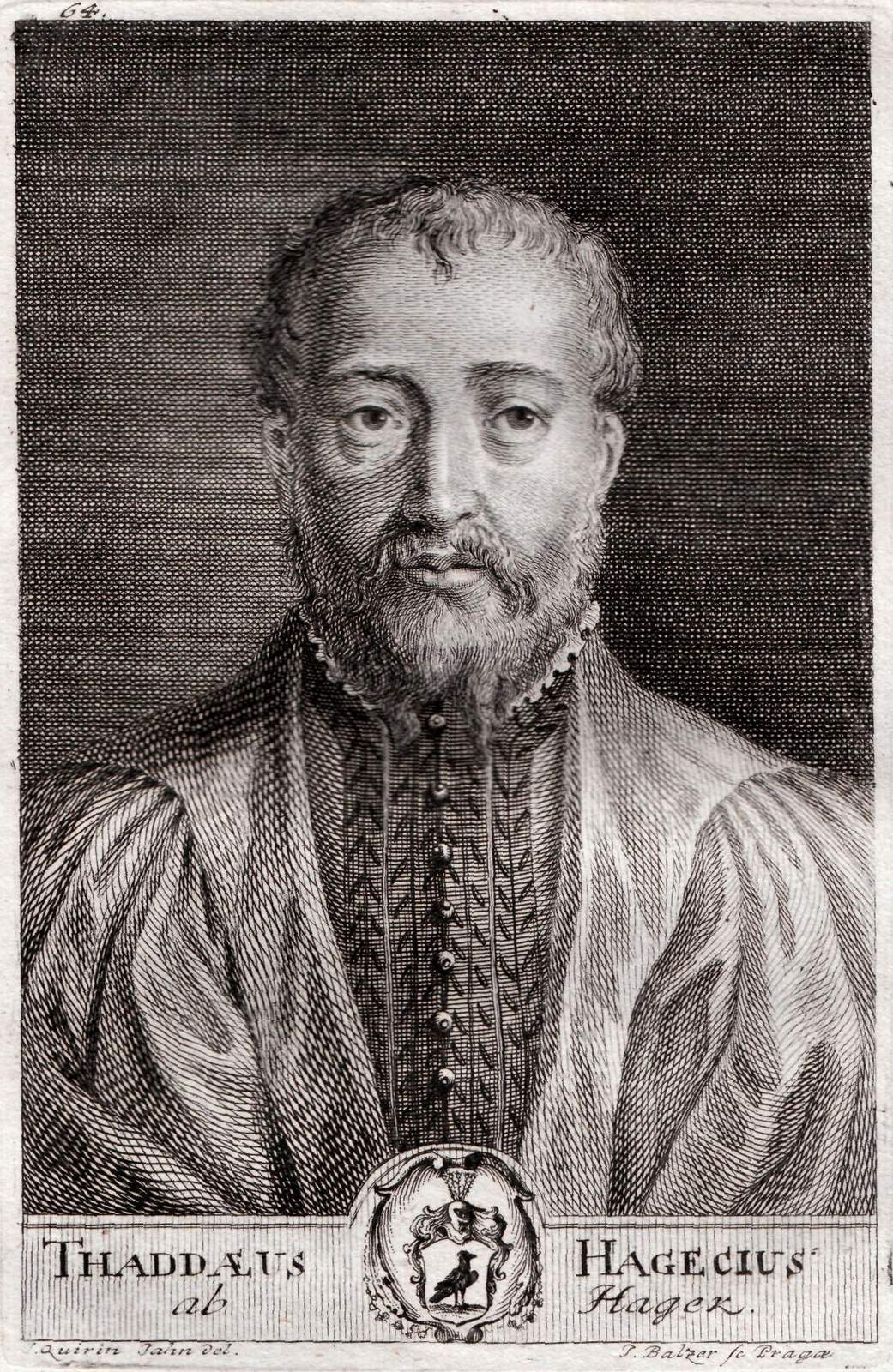
Thaddaeus Hagecius

Thaddaeus Hagecius von Hayek (Nachname auch Hagek, Hajek), auch Thaddäus Nemicus (von lateinisch nemus ‚Hain, Wald‘, tschechisch Tadeáš Hájek z Hájku) (* 1. Dezember 1525 in Prag; † 1. September 1600, ebenda), war ein Astronom und Arzt.

## Leben

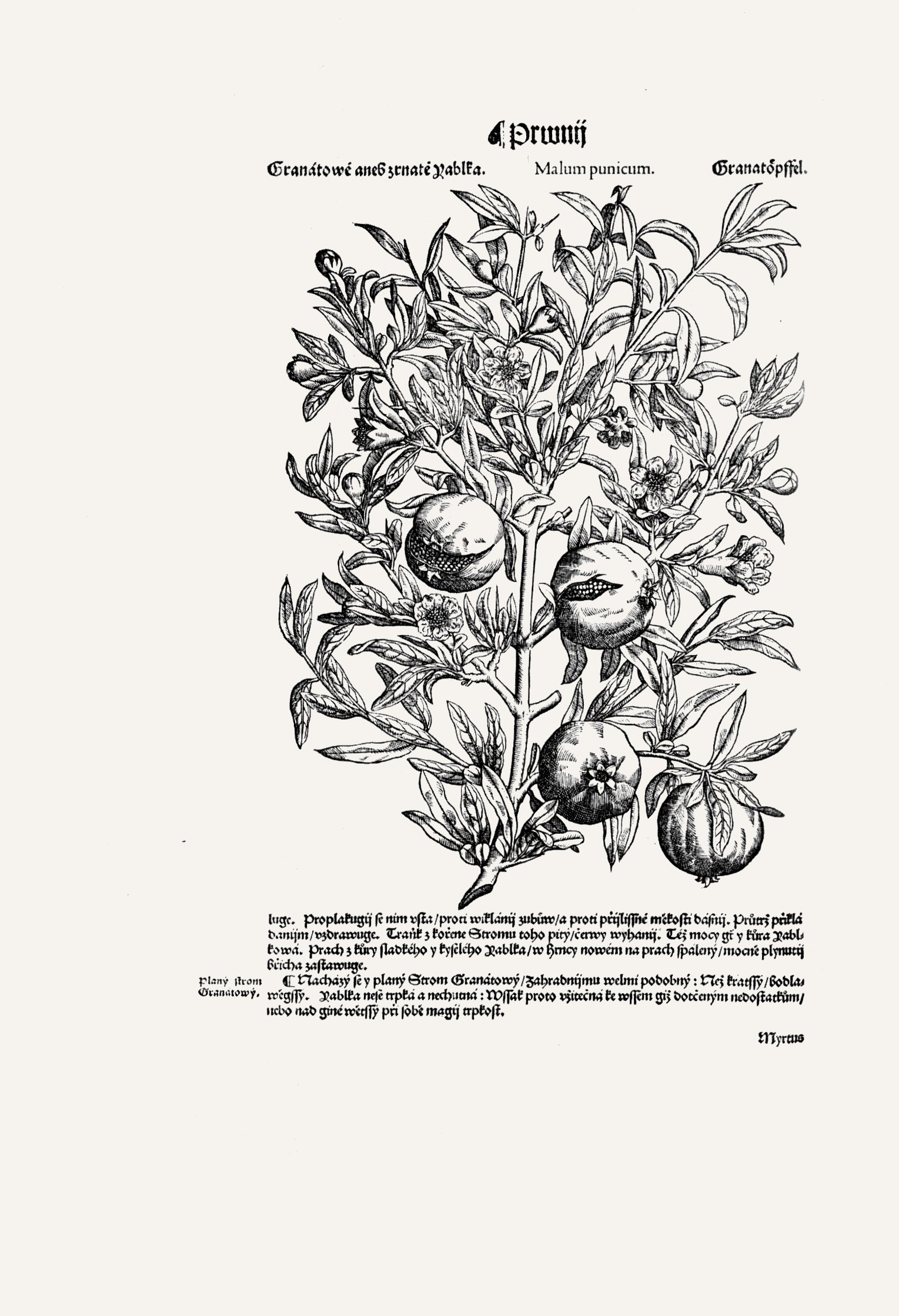
Seite aus der tschechischen Ausgabe des Herbarium von Mattioli

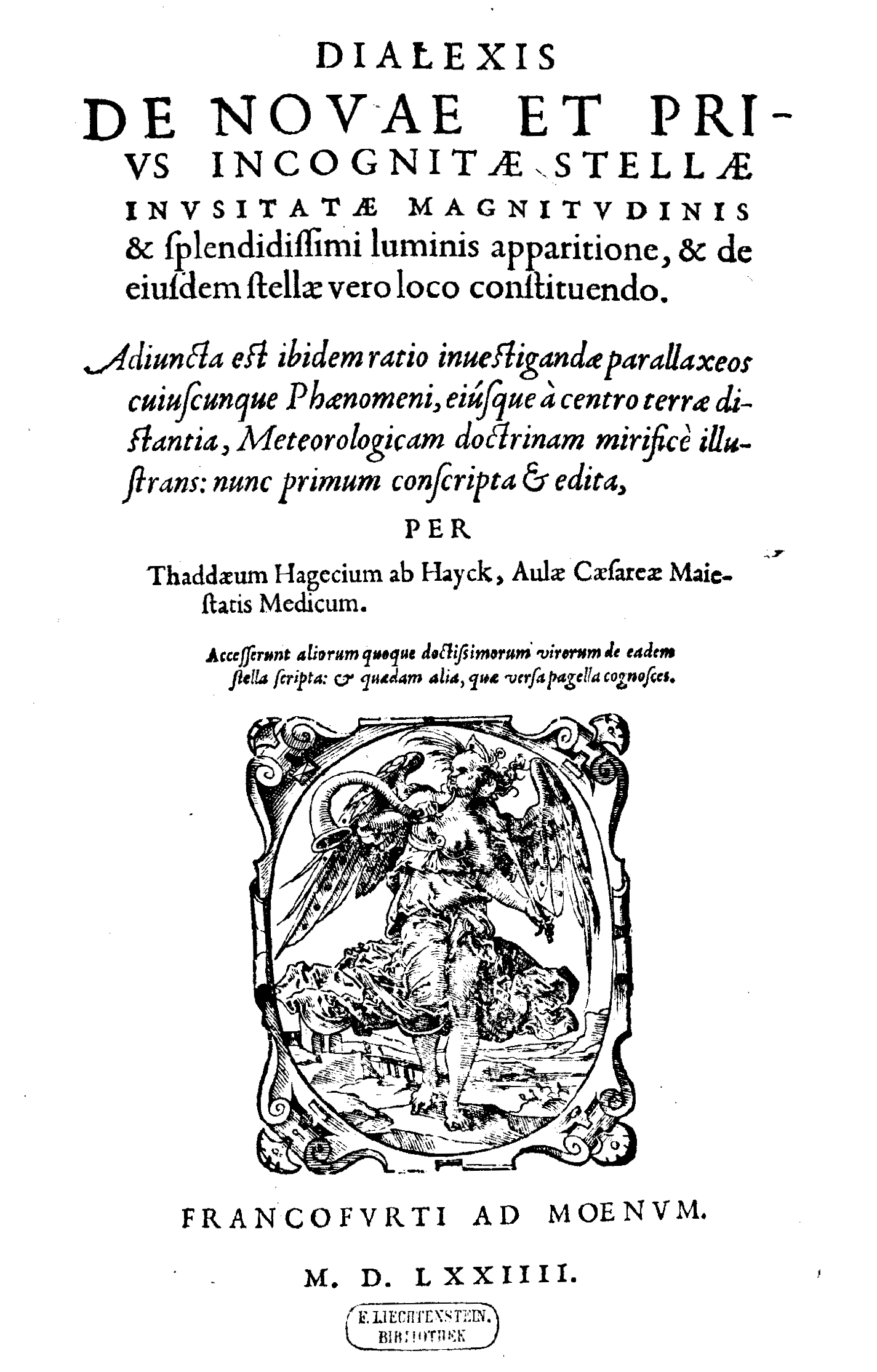
Dialexis de novae et prius incognitae stellae inusitatae magnitudinis et splendidissimi luminis apparitione, et de eiusdem stellae vero loco constituendo, 1574

Hagecius war der Sohn des Simon Hájek (auch Hayek, Hagek u. ä.). Er entstammte einer alten Prager Familie und wurde 1551 Magister. Nach einem Medizinstudium 1552 in Wien erfolgte die Promotion zum Doktor der Medizin 1553 an der Universität Bologna. Dort besuchte er auch die Vorlesungen des Girolamo Cardano aus Mailand.
Nach der Rückkehr nach Prag 1555 errichtete Hagecius dort eine ärztliche Praxis, wurde 1571 Protomedicus im Ritterstand und verlegte auch beachtenswerte Kalender und Horoskope. Sein Ruf war so gut, dass ihn die Kaiser Maximilian II. und Rudolf II. (HRR) zum persönlichen Leibarzt beriefen, mit wechselnden Aufenthalten in Wien und Prag. 1566, während der Türkenkriege, war er auch Oberarzt in Wien und Ungarn. Seine Beschäftigung mit Astronomie führte zur Berufung des Tycho Brahe als Hofastronom nach Prag.
1554 wurde er durch Kaiser Ferdinand I. in den Ritterstand erhoben und durch Kaiser Maximilian II. 1571 zum Ritter geschlagen. Hagecius von Hayek war dreimal verheiratet, hatte drei Söhne und eine Tochter, zu welchen nichts Näheres überliefert ist.
Der Mondkrater Hagecius und der Asteroid (1995) Hajek wurden nach ihm benannt.

## Würdigung
Hagecius, der größte böhmische Wissenschaftler des 16. Jahrhunderts, publizierte als erster die Positionierung der Sterne bei deren Durchlauf durch den Meridian. Später widmete er sich der Berechnung der Planetenbewegung und der Kometenforschung; dabei verfasste er auch eine Abhandlung über den Halleyschen Kometen. Er präzisierte die Parallaxen und gehörte zu den zehn europäischen Astronomen, die 1572 Beobachtungen der heute als SN 1572 bekannten Supernova im Sternbild Kassiopeia wissenschaftlich korrekt beschrieben.
Zudem war er Autor zahlreicher astronomischer und medizinischer Schriften. In die Geschichte der Mathematik schrieb er sich durch seine Veröffentlichung „De laudibus geometriae“ ein, die die Geschichte der böhmischen Mathematik genau nachzeichnet.
Er nahm Vermessungen in Prag vor und war Mitautor der Karte von 1563, die inzwischen verloren ging.
Hagecius war an dem Herbarium des Pietro Andrea Mattioli beteiligt, in dem er die botanischen Verhältnisse in Böhmen ergänzte, und hat das Werk für die tschechische Ausgabe in der Sprache des 16. Jahrhunderts übersetzt, die 1562 bei Georg Melantrich von Aventin erschien. 1558 verfasste er eine Schrift „De cervisia eiusque conficiendi ratione“ über die Herstellung von Bier. Auf sein Drängen wurden Tycho Brahe und Johannes Kepler nach Prag eingeladen. Mit ihnen und weiteren bedeutenden Wissenschaftlern in Europa unterhielt er eine rege Korrespondenz.

## Wissensgebiete
Neben Astronomie und Mathematik beschäftigte sich Thaddaeus von Hayek mit Botanik, Geodäsie und Alchemie. Er interessierte sich für politische und religiöse Fragen, nahm am kulturellen Geschehen teil und war ein geheimer Anhänger der Brüder-Unität. Er traf sich mit den prominenten Humanisten des 16. Jahrhunderts. u. a. mit Philipp Melanchthon. Mit seinen Gedichten schloss er sich der Gruppe um den Humanisten Jan Hodějovský z Hodějova an, einen Mäzen von in Latein veröffentlichten Werken böhmischer Autoren.

## Publikationen (Auswahl)
- Dialexis de novae et prius incognitae stellae inusitatae magnitudinis & splendidissimi luminis apparitione, & de eiusdem stellae vero loco constituendo, Frankfurt/Main, 1574. Reprint, herausgegeben durch Zdenek Horsky, Prag 1967 (JSTOR:229921 1969 – Rezension des Reprints).
- De investigatione loci novae stellae in zodiaco. In: Bartholomäus Reisacher: De mirabili Novae ac splendidis stellae, Mense Nouembri anni 1572, primum conspectæ, ac etiam nunc apparentis, Phœnomeno. Wien 1573 (phaidra.univie.ac.at).
- De cervisia, eiusque conficiendi ratione, natura, viribus, & facultatibus. Frankfurt/Main 1585 (google.de).
- Über das Bier und seine Herstellungstechnik, seine Natur, seine Kräfte und Energien. Lateinischer Text mit deutscher Übersetzung von Nikolaus Thurn, Gesellschaft für Geschichte des Brauwesens (GGB) e. V., Berlin 2021, ISBN 978-3-921690-96-3.
- Thaddaeus Hagecius: De Cervisia Opusculum / Werkchen über das Bier (1585). Zweisprachige Ausgabe von Kai Brodersen, KDV Speyer 2024, ISBN 978-3939526-77-3.